# بازی‌ساز (فیلم)
بازی‌ساز (انگلیسی: Playmaker) فیلمی است که در سال ۱۹۹۴ منتشر شد. از بازیگران آن می‌توان به کالین فرث و جنیفر رابین اشاره کرد.